# Xyris neocaledonica
Xyris neocaledonica är en gräsväxtart som beskrevs av Alfred Barton Rendle. Xyris neocaledonica ingår i släktet Xyris och familjen Xyridaceae.
Artens utbredningsområde är Nya Kaledonien. Inga underarter finns listade i Catalogue of Life.